# 漢密爾頓縣 (伊利諾伊州)
漢密爾頓縣（英語：Hamilton County）是位於美國伊利諾伊州南部的一個縣。面積1,129平方公里。根據美國2000年人口普查，共有人口8,621。2010年人口有8,457。縣治麥克林斯伯勒（McLeansboro）。
成立於1821年2月8日，縣名紀念首任財政部長亞歷山大·漢密爾頓。